# BS Verlag Rostock
Der BS-Verlag Rostock war ein Buchverlag, seit 2007 mit Sitz in Admannshagen-Bargeshagen bei Rostock.

## Geschichte
Seit 2000 widmete sich der Verlag von Angelika Bruhn schwerpunktmäßig der zeitgenössischen Belletristik und Lyrik sowie der Geschichte und Literatur der Region Mecklenburg-Vorpommern. Das Verlagsprogramm gliederte sich vorrangig in die Reihen MV-Taschenbuch, MV-Wissenschaft und Das verbrannte Buch.
Zwischen März 2000 und Ende 2019 wurden über 760 Bücher verlegt, davon 111 in plattdeutscher Sprache.
Der Verlag wurde Anfang 2020 aufgelöst.

## Autoren
Autoren des Verlages waren unter anderem Hikmat Al-Sabty, Karina Albrecht, Ingeborg Arlt, Hans Bernitt, Kurt Biesalski, Hartmut Brun, Elfriede Brüning, Rudi Czerwenka, Aenne Fleischer, Ulrich Frohriep, Klaus Frühauf, Johannes Gillhoff, Rudolf Hartmann, Wolfgang Held, Karl Heinz Jahnke, Alfred Kantorowicz, Dorothea Kleine, Eldon L. Knuth, Ruth Kraft, Helmut Maletzke, Fritz Meyer-Scharffenberg, Käthe Miethe, Armin Müller, Karl Mundstock, Elke Nagel, Wolfgang Sabath, Wendel Schäfer, Eberhard Schmidt, Wolfgang Schreyer, Rosemarie Schuder, Hans Schulmeister, Hartwig Suhrbier, Jean Villain, Gerhard Vontra, Heinz-Jürgen Zierke und viele andere Autoren aus Mecklenburg-Vorpommern.